# Допомян
Допомян (пол. Dopomian) — польский дворянский герб.

## Описание
В щите раздвоенном с золотою окраиною, в правом красном поле голова зубра, пронзённая сверху мечом; в левом же голубом поле бердыш, остриём вправо.
В навершии шлема выходящая рука, в наручьях, с поднятым вправо мечом. Герб Допомян Богатки внесён в Часть 1 Гербовника дворянских родов Царства Польского, стр. 217.

## Герб используют
Герб вместе с потомственным дворянством ВСЕМИЛОСТИВЕЙШЕ пожалован Инспектору Варшавской Городовой Полиции Ивану Михайлову сыну Богатке, на основании статей: 6-й пункта 2 и 16-й пункта 4 Положения о Дворянстве 1836 года, ВЫСОЧАЙШЕЮ Грамотою ГОСУДАРЯ ИМПЕРАТОРА и ЦАРЯ НИКОЛАЯ I, данною в 29 день Апреля (11 Марта) 1841 года.